# Drone (dokumentarfilm)
|  | Denne artikel er oprettet af botten Steenthbot ud fra en ekstern database. Den kan derfor have sproglige fejl eller mangler. Denne skabelon kan fjernes efter kontrol af indholdet. |

 For alternative betydninger, se Drone. (Se også artikler, som begynder med Drone)
Drone er en norsk dokumentarfilm fra 2014 instrueret af Tonje Hessen Schei efter eget manuskript.

## Handling
Droner er et af CIAs vigtigste våben i deres hemmelige krig i Mellemøsten. Denne internationale dokumentarfilm fokuserer på konsekvenserne af high-tech krigsførelse. I mødet med dronepiloter og ofrene på jorden kommer vi tæt på begge sider af den nye verden. Krigsførelse med droner bliver hastigt udvidet, og vi er nu en del af et eksperiment, der vil ændre vores krige og muligvis også vores verden.